# Nederland op het Eurovisiesongfestival 1983
Nederland nam deel aan het Eurovisiesongfestival 1983 in München. Het was de 28ste deelname van het land aan het Eurovisiesongfestival. De NOS was verantwoordelijk voor de Nederlandse bijdrage.

## Selectieprocedure
Het Nationaal Songfestival werd op 23 februari 1983 gehouden in het Congresgebouw in Den Haag. De show werd gepresenteerd door Ivo Niehe.
In totaal deden 10 artiesten mee aan deze finale.
De winnaar werd gekozen door 12 regionale jury's.
| Volgorde | Artiest    | Lied               | Punten | Plaats |
| -------- | ---------- | ------------------ | ------ | ------ |
| 1        | Mystique   | Rendez-vous        | 25     | 8      |
| 2        | Vulcano    | Met jou d'rbij     | 27     | 5      |
| 3        | Bernadette | Soms               | 26     | 6=     |
| 4        | Deuce      | Computer games     | 26     | 6=     |
| 5        | Music Hall | Stop die show      | 54     | 3      |
| 6        | Mystique   | Op zo'n dag        | 8      | 10     |
| 7        | Bernadette | Sing me a song     | 69     | 1      |
| 8        | Vulcano    | Een beetje van dit | 68     | 2      |
| 9        | Deuce      | Stopwatch          | 20     | 9      |
| 10       | Music Hall | Voulez-vous danser | 37     | 4      |

## In München
Nederland moest tijdens het Eurovisiesongfestival aantreden als elfde van twintig landen, voorafgegaan door Griekenland en gevolgd door Joegoslavië. Op het einde van de puntentelling bleek dat Bernadette op de zevende plaats was geëindigd met een totaal van 66 punten. 
Van Zwitserland ontving ze het maximum van 12 punten.
België had 2 punten over voor het Nederlandse lied.

### Gekregen punten
| 12 punten              | 10 punten                                      | 8 punten           | 7 punten                                   | 6 punten              |
| ---------------------- | ---------------------------------------------- | ------------------ | ------------------------------------------ | --------------------- |
| - Zwitserland          |                                                |                    | - Noorwegen                                | - Zweden              |
| 5 punten               | 4 punten                                       | 3 punten           | 2 punten                                   | 1 punt                |
| - Cyprus - Joegoslavië | - Denemarken - Italië - Luxemburg - Oostenrijk | - Finland - Israël | - België - Duitsland - Frankrijk - Turkije | - Verenigd Koninkrijk |

### Punten gegeven door Nederland
Punten gegeven in de finale:
| 12 punten | Israël              |
| 10 punten | Duitsland           |
| 8 punten  | Noorwegen           |
| 7 punten  | Joegoslavië         |
| 6 punten  | Portugal            |
| 5 punten  | Verenigd Koninkrijk |
| 4 punten  | Oostenrijk          |
| 3 punten  | Zweden              |
| 2 punten  | Frankrijk           |
| 1 punt    | Luxemburg           |

1956 · 1957 · 1958 · 1959 · 1960 · 1961 · 1962 · 1963 · 1964 · 1965 · 1966 · 1967 · 1968 · 1969 · 1970 · 1971 · 1972 · 1973 · 1974 · 1975 · 1976 · 1977 · 1978 · 1979 · 1980 · 1981 · 1982 · 1983 · 1984 · 1985 · 1986 · 1987 · 1988 · 1989 · 1990 · 1991 · 1992 · 1993 · 1994 · 1995 · 1996 · 1997 · 1998 · 1999 · 2000 · 2001 · 2002 · 2003 · 2004 · 2005 · 2006 · 2007 · 2008 · 2009 · 2010 · 2011 · 2012 · 2013 · 2014 · 2015 · 2016 · 2017 · 2018 · 2019 · 2020 · 2021 · 2022 · 2023 · 2024 · 2025